# Vaca Lacus
Il Vaca Lacus è una struttura geologica della superficie di Titano.